# Estrategia de contenidos
El concepto de estrategia de contenidos (en inglés: content strategy) se refiere a la planificación, el desarrollo y la gestión de contenido informativo, escrito o en otros formatos. El término es de uso común en el desarrollo web desde finales de los años 1990. Forma parte, en cierto modo, de la disciplina de diseño de la experiencia de usuario, pero también abarca otras áreas de análisis y desarrollo, como las herramientas de gestión de contenidos, la analítica web o la comunicación técnica.

## Definiciones
La estrategia de contenidos se ha descrito como “la práctica de la planificación de la creación de contenidos, su entrega y gobernanza” y “un
sistema cíclico que define por completo el proceso de desarrollo de contenido editorial para proyectos de desarrollo web”.
Rachel Lovinger describió el objetivo de la Estrategia de Contenidos como el uso de “palabras y datos creando contenido inequívoco que produzca experiencias significativas e interactivas” (“Content Strategy: The Philosophy of Data”, artículo publicado en 2007). Lovinger añadió la analogía “la estrategia de contenidos es a la redacción lo que la arquitectura de la información al diseño”.
Muchas organizaciones e individuos tienden a confundir a los estrategas de contenido con redactores. Sin embargo, la estrategia de contenidos es “algo más que la palabra escrita”, según el profesor Brett Atwood, de la Washington State University. Atwood recuerda que un estratega también “considera la forma en que su contenido puede ser redistribuido y/o reformulado para otros canales de distribución”.
Los estrategas se esfuerzan por lograr que su contenido sea legible y comprensible, localizable, procesable y que se pueda volver a distribuir en todas las formas posibles.
El objetivo de la estrategia de contenidos se ha descrito también como el logro de los objetivos de comunicación del negocio, maximizando el impacto de los mensajes.
Además, se ha recordado también que el estratega de contenidos asume la función de cazador de tendencias o de conservador del bagaje informativo de la organización para la que trabaja. Como el comisario artístico de exposiciones de un museo, el estratega conservador tamiza e identifica las piezas clave del contenido archivado que pueden combinarse de modo distinto creando un nuevo significado y generando estímulos interesantes. Erin Scime puso de manifiesto en un artículo de 2009 esta nueva faceta de comisario digital que asume el estratega: “aproximarse al contenido de la empresa seleccionándolo y colocándolo estratégicamente para atraer a la audiencia, transmitirle un mensaje y provocar su acción”.
La madurez de la estrategia de contenidos es una manera de clasificar a las empresas según cómo incorporan los contenidos en los procesos de su día a día, los recursos que utilizan para crearlos y distribuirlos o cómo los miden.

## Profesionales que la practican
Los estrategas de contenido son quienes definen, aplican y controlan la eficiencia de la estrategia de contenidos. Su aportación depende en gran medida de su nivel académico y experiencia profesional.
Algunos estrategas están especializados en el análisis de contenidos, que implica la manipulación de metadatos, la generación de taxonomías, la optimización para motores de búsqueda, la localización de lagunas informativas, la evaluación de la consistencia y eficacia de los mensajes, la identificación de tendencias y el control de los cambios estratégicos introducidos.
Otros diseñan estrategias editoriales orientadas a Internet, generan directrices y construyen herramientas y protocolos que pueden suponer cambios en las organizaciones para las que trabajan. Estos estrategas suelen diseñar nuevos formatos de contenidos, como mensajes multimedia, o definir diferentes soluciones tecnológicas para la gestión de la presencia de la organización en las redes, como, por ejemplo, el empleo de microblogging.
Otra corriente de la estrategia de contenidos se orienta a la concreción de los objetivos establecidos en la arquitectura de la información del sitio web de la organización. En este caso, el campo de trabajo del estratega se limita a la escritura de contenido y a la adaptación de las páginas existentes.
Todos los estrategas de contenido están familiarizados con una amplia gama de aplicaciones y herramientas, y con frecuencia son responsables de implementar y capacitar a las personas que deberán usarlas.

## Evolución y tendencias
La estrategia de contenidos, lejos de responder a un canon inamovible, se está expandiendo hacia tres segmentos complementarios. Por una parte, su proximidad a la obtención de resultados en la empresa la vincula al Marketing de contenidos y a su derivación, el inbound marketing.
Por otra parte, los sectores tecnológicos están impulsando la incorporación de estrategias de contenido inteligente, que disecciona los mensajes en componentes y unidades informativas interdependientes, facilitando, mediante su combinación, la creación de infinitas posibilidades de contenido muy eficaz y con un impacto positivo en las cuentas de resultados de las empresas. Este tipo de contenido inteligente, por otra parte, es más fácil de presentar en dispositivos móviles.
Finalmente, un tercer sector muy minoritario de consultores en estrategias de contenidos contempla los procesos de concepción, planificación, creación y publicación y control como un proceso vivo de innovación en la comunicación de empresas e instituciones sobre cualquier tipo de formato, convirtiéndose en una cultura de empresa. Desde esta perspectiva, el contenido inteligente son métodos de trabajo y el marketing de contenidos, en todos sus ámbitos de desarrollo, tácticas a corto plazo para lograr resultados económicos inmediatos.
Desde este tercer segmento surgen nuevas tendencias como el slow content, contenido en línea de consumo pausado para lectores que buscan la satisfacción de su curiosidad en explicaciones suficientes, documentadas y extensas “en una positiva experiencia de usuario”. O como el contenido adaptativo o adaptive content, que permite ajustar automáticamente el mensaje a las características del dispositivo de lectura.

## Contenido generado por el usuario (UGC)
El contenido generado por el usuario (UGC), también conocido como contenido creado por el usuario (UCC), surgió a partir del desarrollo de servicios web que permiten a los usuarios del sistema crear contenido, como imágenes, videos, audios, texto, reseñas y software (por ejemplo, mods de videojuegos), así como interactuar con otros usuarios. Las plataformas de agregación de contenido en línea, como las redes sociales, los foros de discusión y los wikis, por su naturaleza interactiva y social, ya no producen contenido multimedia, sino que proporcionan herramientas para la creación, colaboración e intercambio de diversos contenidos que pueden influir en las actitudes y comportamientos de la audiencia en varios aspectos. Esto transforma el papel de los consumidores de espectadores pasivos a participantes activos.
La publicidad con contenido generado por el usuario (UGC) es publicidad con contenido auténtico creado por clientes reales y creadores, en lugar de por las propias marcas. La publicidad creada por el usuario recibe 4 veces más clics y cuesta un 50% menos por clic que la publicidad estándar. El 79% de los consumidores afirma que el contenido generado por el usuario influye en sus compras, y el 92% confía en las recomendaciones de sus pares más que en el contenido de marca.
El uso del contenido generado por el usuario desempeña un papel notable en los esfuerzos de marketing en línea, especialmente entre los millennials. Una razón de peso para esto puede ser que el 86% de los consumidores dice que la autenticidad es importante al decidir qué marcas apoyar, y el 60% cree que el contenido generado por el usuario no solo es la forma más auténtica de contenido, sino también la más influyente al tomar decisiones de compra.
Las empresas pueden utilizar el contenido generado por el usuario (UGC) para mejorar sus productos y servicios mediante las opiniones recibidas de los usuarios. Además, el UGC puede mejorar los procesos de toma de decisiones, empoderando a los consumidores potenciales y guiándolos hacia decisiones de compra y consumo. Cada vez más empresas usan métodos de UGC en sus esfuerzos de marketing, como Starbucks con su campaña "White Cup Contest", donde los clientes competían para crear el mejor diseño en sus vasos.